# 타이 타이거 항공
타이 타이거 항공(영어: Thai Tiger Airways)은 태국을 중심으로 한 저가 항공사로 타이거 항공이 타이 항공과 함께 합작으로 설립추진했던 항공사이다. 그러나 태국 정부가 항공사의 설립을 인정하지 않았고 타이 항공과 여러 가지 문제로 인해 2011년 9월 19일항공사 설립은 무산되었다.

## 역사
타이항공의 이사회는 타이 니루트 매니판(Thai Niruth Maneepan) 법무부의 전무가 말한 바와 같이 타이거 에어웨이즈 홀딩스 리미티드사(Tiger Airways Holdings Limited)와 공동으로 투자하여 새로운 저가 항공사를 설립하기로 합의했다.
저비용 항공사인 타이 타이거 항공 초기 자본금 2억 바트를 가질 예정이었다. 태국은 새로운 합작 투자에 49.8%인 9천960만 바트를 투자할 것이었다. 태국의 계열사들은 1.2퍼센트의 지분을 갖게 될 것이고 타이거 에어라인 홀딩스는 나머지 49퍼센트의 지분을 갖게 될 것이었다.
피야스바스티 암란드(Piyasvasti Amranand) 태국 총리와 토니 데이비스(Tony Davis) 타이거항공홀딩스 사장이 2010년 8월 2일 월요일 공동 투자 양해각서를 체결하였다.
태국 방콕 수완나품 국제공항에서 정기적으로 예정된 국내선 및 국제선 항공편을 운항할 예정이었다. 타이 타이거 항공은 수완나품 국제공항에서 국내선과 국제선을 모두 운항하는 두 번째 저가 항공사가 될 것이었다. 규제 승인이 보류된 2011년 1분기부터 운영을 시작할 계획이 수립되었다. 타이 타이거는 5시간 비행 반경 내에서 단거리, 지점간 서비스를 제공하는 국제선 및 국내선을 운항할 것이었다. 타이 타이거는 원래 2011년 5월에 운영을 시작할 계획이었지만, 2011년 7월까지 태국 정부는 항공사를 승인하지 않았다.